# 9010 Кандело
9010 Кандело (9010 Candelo) — астероїд головного поясу, відкритий 27 квітня 1984 року.
Тіссеранів параметр щодо Юпітера — 3,596.